# 四国国分

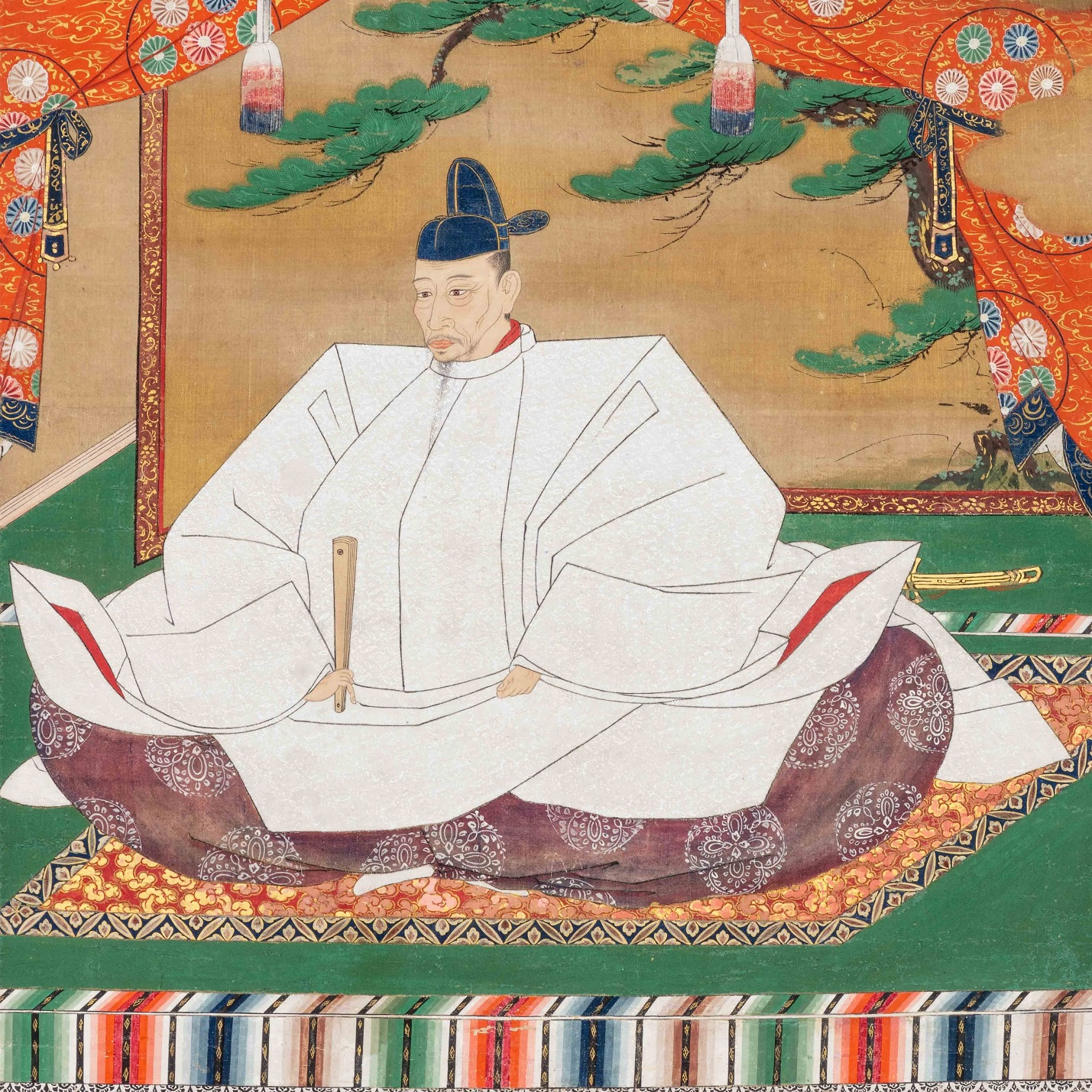
豊臣（羽柴）秀吉

四国国分（しこくくにわけ）とは、豊臣秀吉による四国攻めが終わった後、天正13年（1585年）8月からその戦後処理として豊臣政権によっておこなわれた、四国地方に対する大名など諸領主の領土配分のことである。

## 四国の平定
天正13年（西暦1585年）初頭、従来の懸案であった中国地方の毛利氏とのあいだの境相論をみずから一定の譲歩をすることによって解決した羽柴秀吉は、これにより紀伊国や四国地方における戦争で、毛利氏の軍事協力を得ることに成功した。同年3月、紀伊の根来・雑賀一揆を鎮圧した秀吉は、副将として参陣した弟羽柴秀長に紀伊国・和泉国を与え、和歌山城築城を命じた。これにより豊臣氏は畿内およびその周辺をほぼ掌握し、6月には、秀長を総大将とする軍勢を四国に送りこんだ（四国攻め）。天正13年7月、関白に任官して「藤原」に改姓した秀吉は、同月末に四国全土を制圧する勢いであった長宗我部元親を服属させて四国を平定し、その結果、天正13年（1585年）8月上旬、四国地方に対し「国分（くにわけ）」を沙汰した。
また、同8月には秀吉みずから北陸地方に出征して佐々成政のこもる富山城（富山県富山市）を包囲し、成政を降伏させた。こうして秀吉は、西は山陽、東は東海、北は北陸、南は四国におよぶ広大な領域をみずからの勢力範囲とし、九州地方を除く西国全域を帰服させた。

## 国分の概要
服属した長宗我部元親は土佐一国を安堵され、豊臣政権に繰り込まれることとなった。秀吉は、阿波国の大部分を蜂須賀家政、一部を赤松則房、讃岐国の大部分を仙石秀久、一部を十河存保にそれぞれ与えるとともに、伊予国は毛利氏がかねてより領有を主張していたのに配慮して小早川隆景、安国寺恵瓊、来島通総らを封じた。毛利氏は、以前より伊予国守護家の河野氏と縁戚関係を結んで四国地方に勢力を拡大しようとしており、四国攻略戦の際には、秀吉軍の一部として小早川隆景と吉川元長率いる大軍を伊予国に送っている（伊予では「天正の陣」と称される）。毛利氏はすでに3月の紀州攻めでも水軍を送っているので、このとき、明白に秀吉の軍事行動に動員される服属大名となった。なお、淡路国には脇坂安治と加藤嘉明が封じられた。
こうして、南海道は、紀伊に羽柴秀長、土佐に長宗我部氏、伊予には毛利麾下の大名、讃岐・阿波・淡路には豊臣系の諸大名が配されることとなった。

## 国分の詳細

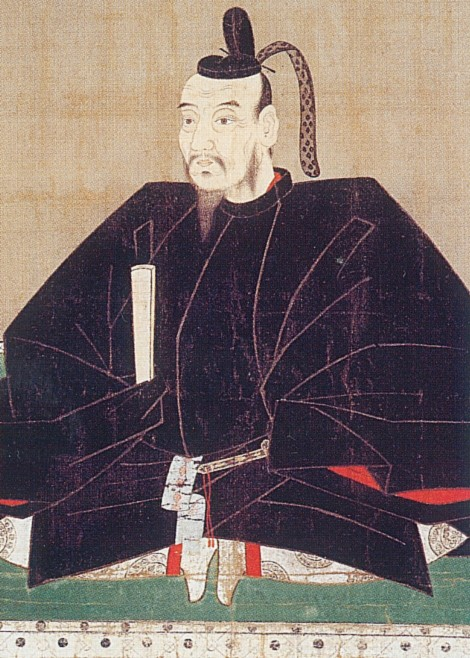
土佐一国を安堵された、四国の覇者長宗我部元親

### 土佐
1. 土佐を旧領として安堵すること
2. 「惣領」が以後の合戦に毎回兵3,000を率いて参戦すること
3. 惣領の弟が人質として大坂城に来ること
4. 徳川家康との同盟禁止

という和睦条件にしたがって、長宗我部元親には土佐一国約10万石が安堵された。軍役が課せられることによって長宗我部氏は豊臣政権に組み込まれることとなり、天正14年（1586年）以降の九州征伐でも元親とその嫡子、長宗我部信親が参戦している。また、講和条件にしたがい、元親三男の津野親忠が人質として大坂に差し出された。
なお、四国平定の過程で長宗我部氏に従って豊臣政権と戦ったために秀吉から所領を没収された国人領主の一部（伊予金子氏や讃岐羽床氏など）が長宗我部氏に引き取られて土佐国内に所領を与えられている。

### 阿波
秀吉は、四国平定後の論功行賞として蜂須賀正勝（小六）に対して阿波一国約18万石を与えようとしたが、正勝は秀吉側近として仕える道を選んで辞退したため、その子息蜂須賀家政に阿波一国の領知権を与えた。ただし赤松則房領住吉1万石（板野郡）と毛利兵橘（毛利重政）領1,082石（板野郡）を除く。
家政は、当初名東郡一宮城（徳島県徳島市一宮町）に入ったが、のちに吉野川河口に近い徳島城（徳島市）に本拠を遷した。この頃、父の正勝は、豊臣政権中枢にあって四国取次の役割を担っている。
播磨国守護家の出身であった赤松則房は、中国攻めののち秀吉に臣従したが、秀吉は彼に対し播磨置塩城（兵庫県姫路市）の本領1万石を安堵したうえで阿波住吉（板野郡）1万石の領地を与えた。

### 讃岐
秀吉最古参の家臣で洲本城（兵庫県洲本市）の城主であった仙石秀久は淡路5万石の大名であったが、戦功により讃岐10万石に加増のうえ転封された。秀久は聖通寺城（宇多津町）に居城を構えた。
阿波国守護代を世襲した三好氏出身の十河存保（孫六郎）は、「三好義堅」を名乗って四国地方東部における三好勢力の拡大に努めていたが、天正10年（1582年）に阿波北東部で戦われた中富川の戦いで長宗我部元親に敗北して阿波を放棄、さらに讃岐十河城（高松市）や虎丸城（東かがわ市）なども元親軍により陥落させられたため大坂の羽柴秀吉を頼った。四国戦では秀吉軍に従軍し、その軍功により讃岐十河3万石を復された。ただし、「十河孫六郎」としての安堵であり、存保の三好氏継承は否定される形となった。

### 伊予
豊臣政権は、大名統制策の一環として小早川隆景に伊予一国35万石を与えて独立した直臣大名として扱ったが、隆景は一旦毛利家に与えられた伊予一国をあらためて主家より拝領するというかたちを採り、毛利氏の一武将としての体裁を保った。河野通直の居城であった湯築城（愛媛県松山市道後町）に入城した隆景は、大津城（大洲市）に甥で養子の小早川秀包（毛利秀包）を配置するなど伊予の統治を開始し、新しい本拠地を整備して通直を道後に隠居させた。通直には、河野氏の旧家臣のほか西園寺公広や公広の家臣が臣下として配属された。なお、隆景の新しい本拠については、のちに松山城が築かれる松山市勝山の地とする説（川岡勉）と松山市三津の湊山城に比定する説（藤田達生）があり、さらに、その両者いずれにも難があると指摘する見解（内田九州男）もあって、所在地については定説がいまだ成立していない。
このほか、毛利家の外交僧であった安国寺恵瓊には中予和気郡に3万3,000石、村上水軍出身の来島通総には中予風早郡1万4,000石、また、通総の兄得居通幸にも3,000石が与えられた。

## その後の推移と影響

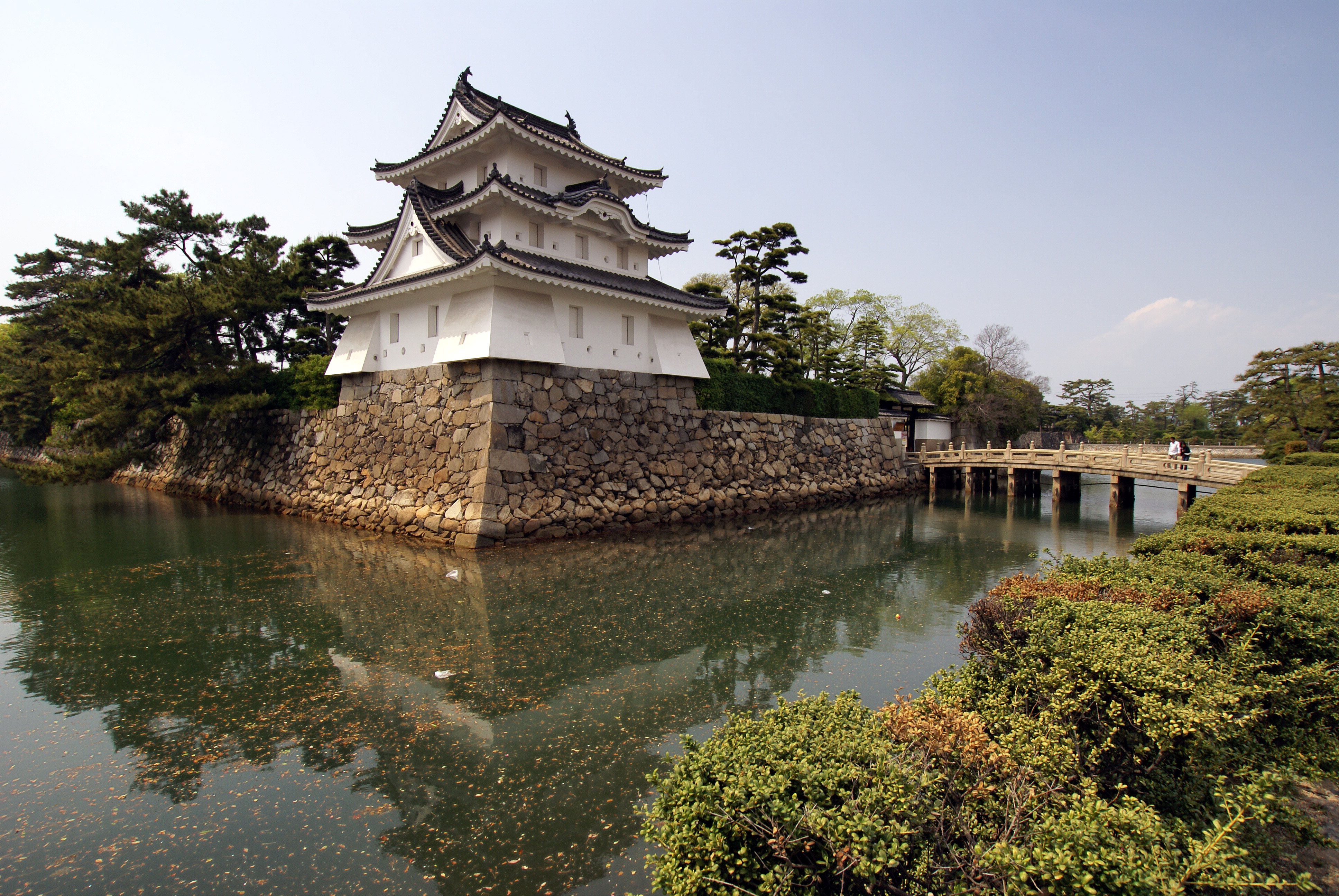
天正18年に完成した讃岐高松城

四国国分によって、四国全土が豊臣政権に組み込まれることとなり、河野氏や伊予西園寺氏などの旧勢力は没落した。また、四国平定直後より各地で検地（太閤検地）が実施され、諸大名家の石高が確定して、領主にはそれを基準として軍役が課せられることとなった。さらに、中世的な諸城郭は破棄されて各地に近世城郭が築かれるようになった。秀吉の西国平定は九州地方を残すだけとなり、瀬戸内海の制海権をほぼ掌握することとなった。
新たに四国へ入部した織豊系大名、毛利系大名はいずれも、中国地方に配された諸大名と合わせ「中国・四国衆」として、九州征伐の際には先陣をつとめることとなった。それは、在地勢力であった長宗我部氏も同様であり、戸次川の戦いに参陣した元親は嫡男信親を失っている。ただ、長宗我部氏も一方では、豊臣政権による公認を得て大名権力を強化し、近世大名への脱却をはかっている。元親は、天正16年4月（1588年5月）の後陽成天皇による聚楽第行幸の際には、関白秀吉の命令に違背しないことなどを誓い、「土佐侍従 秦（はた）元親」として朝廷の位階をうけ、他の諸大名とともに、豊臣政権を構成する大名間の序列を受け入れた。
なお、九州平定後に沙汰された九州国分は四国国分とは異なり、西日本全域の平定を達成したのちにおこなわれたものであった。言い換えると、四国国分は九州国分と比較して、西国平定の過程のなかでなされた知行割りであったため、より流動的な要素が大きく、領主の交替も多かった。

### 土佐

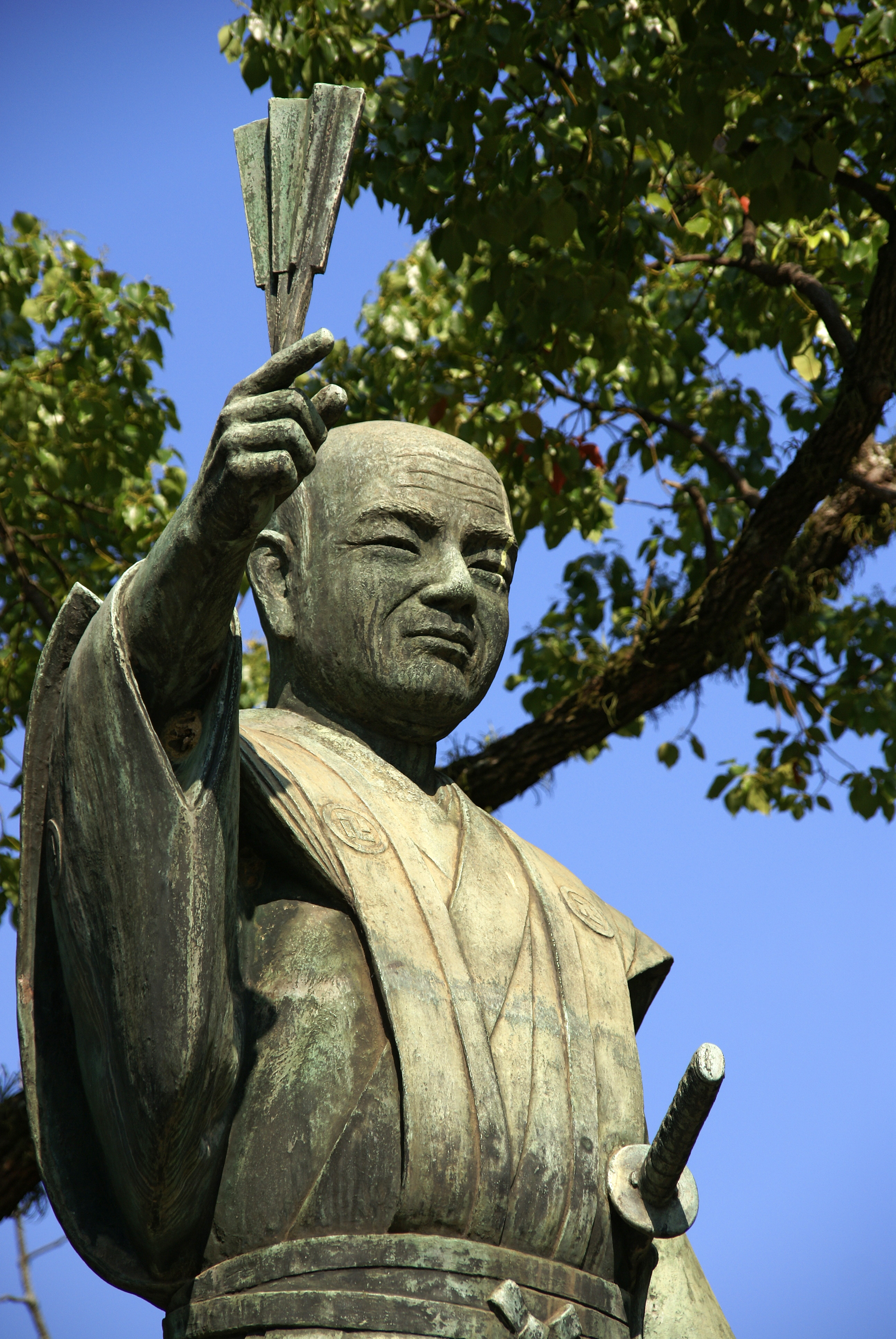
阿波の大部分をあたえられた蜂須賀家政（徳島城）

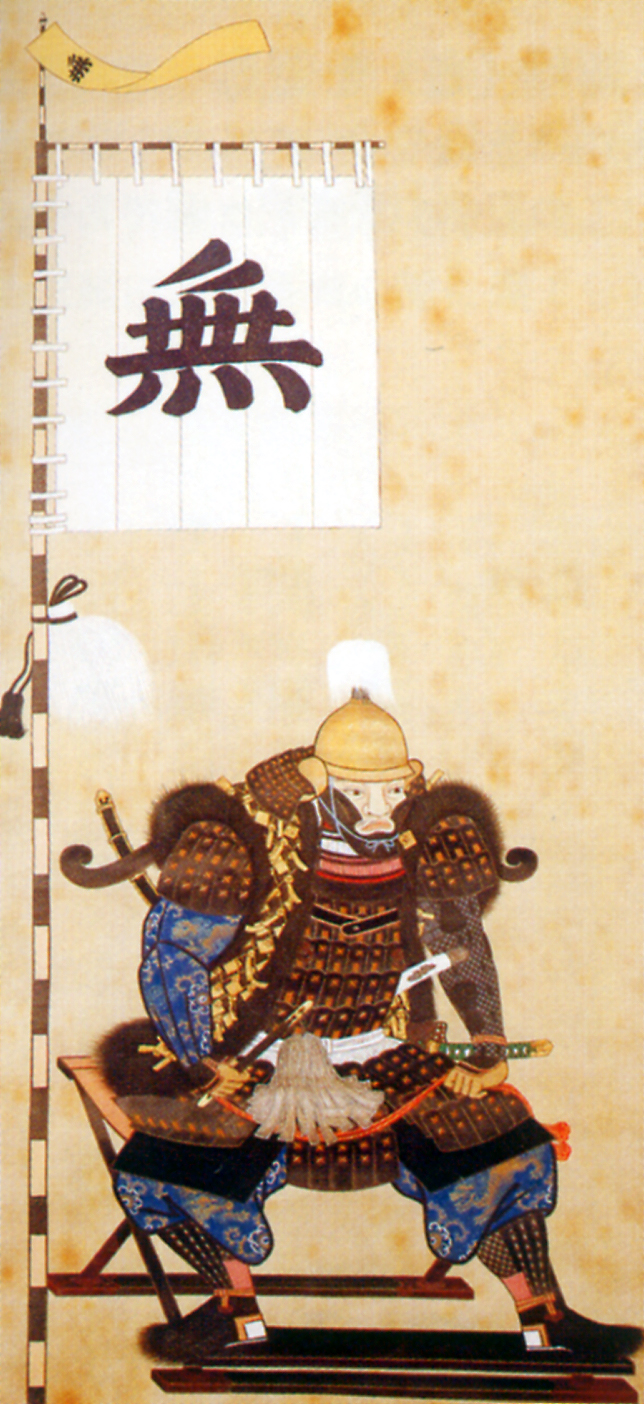
讃岐高松の太守となったものの1年半後には没収された仙石秀久

九州平定ののちも、長宗我部氏は天正18年（1590年）の小田原征伐、天正20年（1592年）から慶長3年（1598年）にかけての2度の朝鮮出兵に参加した。その間、香宗我部親泰は秀吉から大量の造船用材の供出を命じられ、元親自身も大船数艘の建造などを求められた。軍役等さまざまな負担は決して軽いものではなかった。その一方で元親は、この機会を利用し、支配体制の再編、検地の実施、慶長2年（1597年）3月には四男長宗我部盛親とともに分国法『長宗我部元親百箇条』を定めるなど諸法規の制定を含む新政策を次々に実行に移した。また、元親・盛親父子は、本拠地を岡豊城（高知県南国市）から大高坂山城（現在の高知城）、さらに浦戸城（高知市）へと移して、城下町の整備にも力を注いだ。

### 阿波
国分当時の阿波は、元親軍が土佐に撤退した直後のことでもあり、村落は荒廃し、農民たちの多くも戦乱で疲弊していた。そこに蜂須賀氏が入部したため、入部直後の天正13年（1585年）8月、祖谷山・木屋平・大粟山・仁宇谷など山間部の土豪層が新しい支配者の到来に抵抗して蜂起する土豪一揆が起こった（天正阿波の土豪一揆）。これに対し、蜂須賀家政は一揆の加担者には徹底した武力鎮圧で臨む一方、在地有力者に対しては巧妙な懐柔策も適宜採用して土豪層の切り崩しをはかった。また、稲田氏・益田氏・山田氏・中村氏・森氏ら尾張以来の9人の腹心を領内の要地に配し、各々300名の兵によって防備させるという支城駐屯制を敷き、阿波九城を置いた。

### 讃岐
天正13年、四国国分によって讃岐の大半が仙石秀久に与えられたが、秀久は約1年半後に、また、その後に入国した尾藤知宣は半年も経過しないうちに、いずれも九州征伐での軍事的失敗の責を問われて讃岐を取り上げられた。また、九州征伐の際に戦死した十河存保の所領も没収された。こののち、天正15年（1587年）に播磨国赤穂（兵庫県赤穂市）6万石の領主であった生駒親正が加増のうえ讃岐に転封となって以後、讃岐の近世が本格的に幕を切ることとなる。なお、親正入部のころの讃岐の石高は15万石内外と推定されるが、慶長6年（1601年）には17万1800石余に増加している。親正は、天正16年（1588年）、香東郡野原庄（高松市）において新高松城（現在の高松城）の築城を開始し、慶長2年（1597年）には讃岐西部の拠点として丸亀城（丸亀市）築城に着手した。

### 伊予
天正15年、九州攻めが完了すると小早川隆景は秀吉の命により伊予一国を返上し、かわりに筑前・筑後および肥前のうち1郡半があたえられ、筑前名島城（福岡市東区）に入部した。隆景の養子秀包は、筑後の一部をあたえられ、天正16年に久留米城（福岡県久留米市）に入った。河野家再興を宿願としていた河野道直は、隆景の転出にともない毛利輝元の孫にあたる妻の実家安芸国竹原（広島県竹原市）へ移り、そこで死去した。かつての伊予国人層が伊予を離れ、没落していったのは、この時期のことと推定される。また、河野通直の病死と西園寺公広の暗殺が相次いで起きていることや河野通直の死去の経緯に関する記述の不自然さ（江戸時代から「生害説」があった）から、豊臣政権が伊予の旧勢力を排除するために同国に影響力を持つ小早川氏を九州へ移封させるとともに、旧領主である通直や公広を殺害した可能性も指摘されている。
隆景の九州転出後は、福島正則が東与・中予地方を中心に11万3,200石があたえられ、太閤蔵入地9万石の代官として入部、南予には戸田勝隆が所領7万石、蔵入地10万石の代官として入部した。また、中予地方の一部は粟野秀用に与えられた。伊予における秀吉の直轄領は計19万石に達し、四国のなかでは突出している。このことは、四国・九州を扼する要地として伊予の地が重視されていたことを物語る。福島正則はのちに尾張国清洲城（愛知県清須市）へ移封され、後嗣のなかった戸田氏が改易されると、伊予には小川祐忠、加藤嘉明、藤堂高虎、池田秀氏（高祐）が配置された（「補説」節内の表を参照）。なお、小早川隆景が検地を実施したかどうかは明らかではないが、正則と勝隆はともに検地を実施している。
。

## 補説

### 関ヶ原の戦いへの影響
最初に「四国国分」の沙汰がなされた15年後の慶長5年（1600年）、美濃国の関ヶ原で「天下分け目」の関ヶ原の戦いが起こったが、このとき大坂城にいた毛利輝元は四国地方への出兵を命じている。これは、秀吉亡きあとの西国を代表する五大老の一人として、また、西軍の総大将としての派兵命令であり、自身が豊臣政権における公儀権力の代行者であることを、その根拠としていた。すなわち、土佐の長宗我部氏については軍役をもって動員し、讃岐の生駒氏や阿波の蜂須賀氏には圧力を加えて当主の生駒親正・蜂須賀家政を高野山に追放し、家臣団を派遣して両国の占領におよんだ。また、徳川方についた加藤嘉明・藤堂高虎の領国であった伊予に対しては積極的に調略をおこない、とくに加藤領に対しては河野氏の惣領格とみなされていた宍戸景世（河野通軌か）を大将として直接兵力を送り込んでの激戦となった。美濃での関ヶ原本戦が1日で東軍勝利に決したため、撤兵したものの、輝元のこうした行動には「四国国分」の強い影響がみてとれる。

### 関ヶ原戦後の四国地方の大名配置
関ヶ原の戦いで西軍についた諸将は、完勝した徳川家康によって領地没収など厳しい処分が下された。豊臣恩顧の諸大名で東軍についた山内一豊、藤堂高虎、加藤嘉明は大幅に加増されて四国に配された。なお、関ヶ原の戦前にあたる1598年（慶長3年）と戦後の1602年（慶長7年）の四国地方の大名配置は以下のとおりである。
| 国   |  | 領地     |  | 1598年（慶長3年） | 石高     |  | 戦後の処置     |  | 1602年（慶長7年） | 石高     |
| ---- |  | -------- |  | ----------------- | -------- |  | -------------- |  | ----------------- | -------- |
| 土佐 |  | 浦戸     |  | 長宗我部盛親      | 22.2万石 |  | 没収           |  | 山内一豊          | 20.2万石 |
| 伊予 |  | 国府     |  | 小川祐忠          | 7.0万石  |  | 没収           |  |                   |          |
| 伊予 |  | 板島     |  | 藤堂高虎          | 8.3万石  |  | 加増のうえ転封 |  |                   |          |
| 伊予 |  | 松前     |  | 加藤嘉明          | 10.0万石 |  | 加増のうえ転封 |  |                   |          |
| 伊予 |  | 大洲     |  | 池田高祐          | 1.2万石  |  | 没収           |  |                   |          |
| 伊予 |  | 伊予ノ内 |  | 安国寺恵瓊        | 6.0万石  |  | 没収           |  |                   |          |
| 伊予 |  | 伊予ノ内 |  | 来島康親          | 1.4万石  |  | 転封           |  |                   |          |
| 伊予 |  | 松山     |  |                   |          |  |                |  | 加藤嘉明          | 20.0万石 |
| 伊予 |  | 今治     |  |                   |          |  |                |  | 藤堂高虎          | 20.5万石 |
| 讃岐 |  | 高松     |  | 生駒一正          | 15.0万石 |  | 加増           |  | 生駒一正          | 17.1万石 |
| 阿波 |  | 徳島     |  | 蜂須賀至鎮        | 17.7万石 |  | 加増           |  | 蜂須賀至鎮        | 18.7万石 |
| 阿波 |  | 住吉     |  | 赤松則房          | 1.0万石  |  | 没収           |  |                   |          |
| 淡路 |  | 洲本     |  | 脇坂安治          | 3.3万石  |  | 旧領安堵       |  | 脇坂安治          | 3.3万石  |

山内氏入部に際しては、土佐の領主交代に同意しない長宗我部氏の遺臣が多く、せめて1郡・2郡なりとも長宗我部氏に領地を安堵してほしいという嘆願もあった。長宗我部氏の遺臣のなかでも「一領具足」と称される土佐在郷の武士集団の抵抗は激しく、浦戸城に立てこもったが長宗我部氏重臣の計略によって討ち取られ、273名が磔刑に処せられた（浦戸一揆）。

## 関連文献
- 山内譲『中世瀬戸内海地域史の研究』法政大学出版局、1998年2月。ISBN  4588250469